# Добра (притока Сухого Ташлику)
Добра — річка в Україні, у Добровеличківському  районі Кіровоградської області, ліва притока Сухого Ташлику (басейн Південного Бугу).

## Опис
Довжина річки 16 км, похил річки — 3,4 м/км. Формується з багатьох безіменних струмків та водойм. Площа басейну 116 км².

## Розташування
Бере початок на північному заході від села Перемоги. Тече переважно на північний захід через Добровеличівку і в селі Липняжка впадає у Сухий Ташлик, ліву притоку Синюхи.